# Aspergillus vitellinus
Aspergillus vitellinus är en svampart som först beskrevs av Henry Nicholas Ridley, och fick sitt nu gällande namn av Samson & Seifert 1986. Aspergillus vitellinus ingår i släktet Aspergillus och familjen Trichocomaceae.   Inga underarter finns listade i Catalogue of Life.